# Taitoushan
Taitoushan (kinesiska: 台头山乡, 台头山) är en socken i Kina. Den ligger i provinsen Hebei, i den norra delen av landet, omkring 260 kilometer nordost om huvudstaden Peking. Antalet invånare är 19 081. Befolkningen består av 9 107 kvinnor och 9 974 män. Barn under 15 år utgör 19,0 %, vuxna 15-64 år 70 %, och äldre över 65 år 9,0 %.
Genomsnittlig årsnederbörd är 742 millimeter. Den regnigaste månaden är juni, med i genomsnitt 181 mm nederbörd, och den torraste är januari, med 2 mm nederbörd.